# Cathy Cavadini
Catherine Janet Cavadini (Long Beach, 21 de abril de 1961) es una actriz de voz estadounidense.

## Carrera
Cavadini es reconocida internacionalmente por aportar la voz original de Blossom en la serie de televisión animada de Cartoon Network The Powerpuff Girls y de Tanya Mousekewitz en An American Tail: Fievel Goes West (y en la posterior serie de televisión, Fievel's American Tails). En 2003 ganó el Premio Project Epic otorgado por The White House Project (que reconoce los proyectos que promueven el liderazgo femenino) por su trabajo en The Powerpuff Girls Movie.
En 1998 fue nominada para un Premio Annie en la categoría de "logro individual excepcional de una actriz de voz en un largometraje de animación" por su papel como Mary en la película animada Babes in Toyland. "Dreams to Dream", canción que interpretó como el personaje de Tanya Mousekewitz en la película de animación An American Tail: Fievel Goes West, fue nominada en la categoría de mejor canción en la 49.ª edición de los Globos de Oro. Además, ha recibido dos Premios Emmy por su trabajo en la serie de televisión The X Files.